# Diváky
Diváky (in tedesco Diwak) è un comune della Repubblica Ceca facente parte del distretto di Břeclav, in Moravia Meridionale.